# Église de l'Épiphanie de Vrdila
Pour les articles homonymes, voir Église de l'Épiphanie.
L'église de l'Épiphanie de Vrdila (en serbe cyrillique : Црква Богојављења у Врдилима ; en serbe latin : Crkva Bogojavljenja u Vrdilima) est une église orthodoxe serbe située à Vrdila, sur le territoire de la ville de Kraljevo et dans le district de Raška en Serbie. Elle est inscrite sur la liste des monuments culturels protégés de la république de Serbie (identifiant no SK 1504),,.

## Présentation
L'église a été construite en 1922 à l'emplacement d'un lieu de culte plus ancien remontant au XIXe siècle ; elle a été conçue par l'architecte d'origine russe Mikhaïl Glushenkov, qui a essayé d'adapter le style russe à la tradition architecturale des églises serbes ; elle est dédiée aux combattants de la Première Guerre mondiale en Serbie, et a été réalisée avec la collaboration des habitants de Vrdila et des villages de Bukovica, Pekčanica et Lopatnica et celle des descendants du pope Nikola de Mrsić, qui avait été l'un des donateurs de l'édifice du XIXe siècle.
L'église s'inscrit dans un plan tréflé avec des absides demi-circulaires,. Le dôme octogonal est caractéristique des églises russes et est formé de deux bulbes aplatis en forme de turbans sur lesquels s'élève une croix surmontant une sphère ; il est recouvert de tôle, tandis que le reste du toit est recouvert de tuiles,. Les fenêtres sont étroites et leurs encadrements cintrés sont dotés d'une décoration en briques,. Sur la façade occidentale au-dessus du portail sont apposées des plaques avec des informations sur la construction de l'édifice et ses contributeurs ; au-dessus des plaques se trouve un grand oculus,.